# Agromyza plebeia
Agromyza plebeia este o specie de muște din genul Agromyza, familia Agromyzidae, descrisă de Malloch în anul 1914.
Este endemică în Taiwan. Conform Catalogue of Life specia Agromyza plebeia nu are subspecii cunoscute.